# Ethiopische kalender
De Ethiopische kalender (Amhaars: ye'Ītyōṗṗyā zemen āḳoṭaṭer/የኢትዮጵያ ዘመን አቆጣጠር) is de belangrijkste kalender die gebruikt wordt in Ethiopië en is gelijk aan het liturgisch jaar van de Eritrees-orthodoxe Kerk, waar deze bekendstaat als de Ge'ez-kalender. De tijdrekening is gebaseerd op de oudere Alexandrijnse of Koptische kalender, die weer is gebaseerd op de nog oudere Egyptische kalender. Net als de juliaanse kalender heeft de Ethiopische kalender iedere vier jaar een aantal dagen over en laat het jaar beginnen op 29 augustus of 30 augustus volgens de juliaanse kalender.
Net als de Koptische kalender heeft de Ethiopische kalender twaalf maanden van elk 30 dagen plus vijf of zes epagomenale dagen (veelal een dertiende maand genoemd). De maanden beginnen op dezelfde dagen als van de Koptische kalender, maar verschillen in naamgeving, die in het Ge'ez zijn. De zesde epagomenale dag wordt elke vier jaar toegevoegd op 29 augustus van de juliaanse kalender, zes maanden vóór de juliaanse schrikkeldag. En zo is de eerste dag van het Ethiopische jaar, 1 Mäskäräm, voor de jaren tussen 1901 en 2099 (inclusief) op 11 september (gregoriaanse kalender), maar valt op 12 september (greg.), in de jaren vóór een gregoriaans schrikkeljaar (en 2099).

## Nieuwjaarsdag
Enkutatash is het woord voor het Ethiopische nieuwjaar in de officiële taal van Ethiopië: het Amhaars; in het Ge'ez in Eritrea wordt het Ri'se Awde Amet (belangrijkste verjaardag) genoemd. Nieuwjaarsdag valt op 11 september van de gregoriaanse kalender, behalve voor schrikkeljaren, want dan valt deze op 12 september. Het Ethiopische kalenderjaar 1998 ˈAmätä Məhrät ("Jaar van Genade") begon op 11 september, 2005. De Ethiopische jaren 1996 en 1992 AM begonnen op 12 september 2003 respectievelijk 1999.
Nieuwjaar begint op 11 of 12 september, zoals boven beschreven voor de gregoriaanse jaren 1900 tot en met 2099, maar verschilt in de andere gregoriaanse eeuwen, omdat elk vierde Ethiopische jaar zonder uitzondering een schrikkeljaar is.

## Tijdperken
Om het jaar aan te geven, maken Ethiopiërs en leden van de Eritrees-orthodoxe Kerk tegenwoordig gebruik van het Opstandingstijdperk, die rekent vanaf de Opstanding of verrijzenis van Jezus op 25 maart 9 (Jul.), zoals berekend door Annianus van Alexandrië in ca. 400 na Chr.; zodoende begon het eerstvolgende jaar zeven maanden eerder op 29 augustus 8 (Jul.). In de tussentijd namen de Europeanen in 525 de berekeningen over van Dionysius Exiguus, die de Opstanding exact acht jaren eerder plaatste dan Annianus. Dit leidde ertoe dat het Ethiopische volgjaar acht jaar minder is dan het gregoriaanse volgjaar van 1 januari tot 10 september en zeven jaren minder voor de rest van het gregoriaanse jaar.
In het verleden werden een aantal andere tijdperken in Ethiopië gebruikt voor de jaartelling:

### Tijdperk van Martelaren
Het belangrijkste tijdperk – ooit veel gebruikt door de kerken van het Oosters christendom en nog steeds in gebruik bij de Koptische kerk - was het Tijdperk van Martelaren, ook bekend als het Diocletiaanse tijdperk, waarvan het eerste jaar begon op 29 augustus 284.
Voor respectievelijk de Westerse en voor de juliaanse nieuwjaarsdag ongeveer drie maanden later, is het verschil tussen het Tijdstip van Martelaren en het Anni Domini 285 (= 15x19) jaren. Dit is omdat in 525, Dionysius Exiguus besloot om 15 Metonische cyclus toe te voegen aan de bestaande 13 Metonische cycli van het Diocletiaanse Tijdperk (15x19 + 13x19 = 532) om zo een volledige 532-jarige middeleeuwse Paas-cyclus te verkrijgen; de eerste cyclus eindigde in het jaar 247 (Tijdperk van Martelaren) (= 13x19) ofwel het jaar DXXXI. Het is ook omdat 532 het product is van de Metonische cyclus van 19 jaren en de Zonnecyclus van 28 jaren.

### Anno Mundi volgens Panodoros
Rond 400 na Christus, bepaalde een Alexandrijnse monnik genaamd Panodoros het Alexandrijnse tijdperk (Anno Mundi = in het jaar (sinds het begin) van de wereld), op 29 augustus 5493 v.Chr. Na de zesde eeuw na Chr., werd dit tijdperk gebruikt door Egyptische en Ethiopische chronologen. De twaalfde cyclus van 532 jaar van dit tijdperk begon op 29 augustus 360 na Chr. en zodoende 4x19 jaar na het Tijdperk van Martelaren.

### Anno Mundi volgens Anianos
Bisschop Annianus van Alexandrië gaf de voorkeur aan de Paasstijl als nieuwjaarsdag, de 25e maart (zie boven). Vandaar liet hij Panodoros’ begintijd zes maanden eerder beginnen, op 25 maart 5492 vóór Christus.

## Schrikkeljaarcyclus
De vierjarige schrikkeljaarcyclus is verbonden met de vier Evangelisten: het eerste jaar na een Ethiopisch schrikkeljaar is genoemd naar Johannes, gevolgd door een Matteüs jaar en een Marcus jaar. Het jaar met de zesde epagomenale dag wordt aangeduid als het Lucas jaar.
Er zijn - in tegenstelling tot de gregoriaanse kalender - geen uitzonderingen in de vierjarige schrikkeljaarcyclus.

## Maanden
| Amhaars  | Koptisch   | Gregoriaanse begindatum | Begindatum in het jaar na de zesde epagomenale dag |
| -------- | ---------- | ----------------------- | -------------------------------------------------- |
| Mäskäräm | Tut        | 11 september            | 12 september                                       |
| Teqemt   | Babah      | 11 oktober              | 12 oktober                                         |
| Hedar    | Hatur      | 10 november             | 11 november                                        |
| Tahsas   | Kiyahk     | 10 december             | 11 december                                        |
| T'er     | Tubah      | 10 januari              | 10 januari                                         |
| Yäkatit  | Amshir     | 8 februari              | 9 februari                                         |
| Mägabit  | Baramhat   | 10 maart                | 10 maart                                           |
| Miyazya  | Baramundah | 9 april                 | 9 april                                            |
| Genbot   | Bashans    | 9 mei                   | 9 mei                                              |
| Säne     | Ba'unah    | 8 juni                  | 8 juni                                             |
| Hamle    | Abib       | 8 juli                  | 8 juli                                             |
| Nähase   | Misra      | 7 augustus              | 7 augustus                                         |
| Pagumän  | Nasi       | 6 september             | 6 september                                        |

Merk op dat bovengenoemde data alleen gelden tussen maart 1900 en februari 2100.

## Uurrekening
Naast deze bijzondere jaartelling heeft Ethiopië ook een andere dagindeling dan de rest van de wereld, waarbij de uurrekening is gebaseerd op de zonsopkomst en -ondergang. Omdat het land niet ver van de evenaar ligt, ligt de zonsopkomst elke dag rond 07:00 uur (volgens het universele tijdssysteem). Zodra het licht wordt, begint men in Ethiopië de uren te tellen. Rond het midden van de dag is het dan zes uur. Na twaalf uren begint men weer bij één. Zonsondergang is zodoende om twaalf uur (Ethiopische tijd) en gelijk aan ongeveer 19:00 uur (universele tijdssysteem). Daarna begint men weer bij één. Middernacht is zodoende om zes uur (Ethiopische tijd).